# Pëtr Bolotnikov
Pëtr Grigorevič Bolotnikov (in russo Пётр Григорьевич Болотников?; Zinovkino, 8 marzo 1930 – 20 dicembre 2013) è stato un mezzofondista sovietico, campione olimpico dei 10000 metri piani a Roma 1960.

## Biografia
Nato nel 1930 a Zinovkino, nella Mordovia (allora parte dell'Unione Sovietica, oggi Repubblica autonoma della federazione Russa), si avvicina all'atletica leggera solamente all'età di 20 anni quando entra nelle forze armate sovietiche.
Bolotnikov vince il suo primo titolo nazionale sui 10000 m piani nel 1957, battendo il campione olimpico in carica Vladimir Kuc. Dal 1958 al 1962 vince il titolo nazionale ininterrottamente sia sui 5000 m che sui 10000 m. A questi titoli aggiunge quello nazionale dei 10000 m nel 1964 e quello di corsa campestre.
Nel 1956 prende parte alle sue prime Olimpiadi senza ottenere risultati di rilievo. Quattro anni dopo, ai Giochi olimpici di Roma, vince l'oro sui 10000 m precedendo i favoriti della vigilia, il tedesco orientale Grodotzki e il neozelandese Power, con il nuovo record olimpico di 28'32"2. Il 5 ottobre dello stesso anno Bolotnikov migliora il primato mondiale dei 10000 m, abbassandolo di circa 12 secondi e fissando il cronometro a 28'18"8.
Qualche settimana prima degli Europei del 1962 a Belgrado, stabilisce nuovamente il record mondiale dei 10000 m portandolo a 28'18"2 e candidandosi come il favorito per la rassegna continentale. A Belgrado vince agevolmente la gara dei 10000 m, a cui va ad aggiungersi il bronzo sui 5000 m.
Dopo un'Olimpiade del 1964 incolore, nel 1965 conosce un breve ritorno di gloria, partecipando all'incontro USA-URSS a Kiev dove vince la gara dei 5000 m in 13'54"2 battendo il campione olimpico in carica di Tokyo 1964, lo statunitense Bob Schul. Si ritira dalle scene sportive alla fine del 1965.

## Palmarès
| Anno | Manifestazione  | Sede      | Evento        | Risultato | Prestazione | Note            |
| ---- | --------------- | --------- | ------------- | --------- | ----------- | --------------- |
| 1956 | Giochi olimpici | Melbourne | 5000 m piani  | 9º        | 14'22"4     |                 |
| 1956 | Giochi olimpici | Melbourne | 10000 m piani | 16º       | n/d         |                 |
| 1960 | Giochi olimpici | Roma      | 10000 m piani | Oro       | 28'32"2     | Record olimpico |
| 1962 | Europei         | Belgrado  | 5000 m piani  | Bronzo    | 14'02"6     |                 |
| 1962 | Europei         | Belgrado  | 10000 m piani | Oro       | 28'54"0     |                 |
| 1964 | Giochi olimpici | Tokyo     | 10000 m piani | 25º       | 30'52"8     |                 |

## Campionati nazionali
1956
- Bronzo ai campionati sovietici, 5000 m piani - 14'12"6
- 4º ai campionati sovietici, 10000 m piani - 30'05"0

1957
- Argento ai campionati sovietici, 5000 m piani - 13'58"0
- Oro ai campionati sovietici, 10000 m piani - 29'09"8

1958
- Oro ai campionati sovietici, 5000 m piani - 13'58"8
- Oro ai campionati sovietici, 10000 m piani - 29'06"8

1959
- Oro ai campionati sovietici, 5000 m piani - 13'52"8
- Oro ai campionati sovietici, 10000 m piani - 29'03"0

1960
- Oro ai campionati sovietici, 5000 m piani - 13'55"8
- Oro ai campionati sovietici, 10000 m piani - 29'16"6

1961
- Oro ai campionati sovietici, 10000 m piani - 29'24"8

1962
- Oro ai campionati sovietici, 5000 m piani - 13'56"0
- Oro ai campionati sovietici, 10000 m piani - 28'18"2

1964
- Oro ai campionati sovietici, 10000 m piani - 28'39"6

1965
- Argento ai campionati sovietici, 5000 m piani - 13'58"0
- Bronzo ai campionati sovietici, 10000 m piani - 29'06"4